# Jamie Richards
James Blake „Jamie“ Richards (* 2. März 1957 in Pukekohe) ist ein ehemaliger neuseeländischer Radrennfahrer.

## Sportliche Laufbahn
Richards war Straßenradsportler. Er war Teilnehmer der Olympischen Sommerspiele 1976 in Montreal. Im olympischen Straßenrennen schied er aus.
Im Etappenrennen Tour of the Manawatu 1975 gewann er zwei Etappen sowie die Bergwertung und die Punktewertung. Zweimal vertrat er Neuseeland bei den Commonwealth Games.

## Familiäres
Sein Bruder Mike Richards nahm ebenfalls an den Spielen in Montreal im Bahnradsport teil.